# Блан, Пьер
Пьер Блан (люкс. Pierre Blanc, род. 6 июня 1872 г. Люксембург — ум. 30 марта 1946 г. Люксембург) — люксембургский художник, график и иллюстратор.

## Жизнь и творчество
Художественное образование получил сперва в местной школе прикладного искусства, затем учился в Академии искусств Мюнхена. Продолжил своё образование в Праге и в Париже, изучал там также искусство. В период с 1898 года и вплоть до ухода на пенсию в 1936 он — профессор на кафедре рисунка в той школе прикладного искусства, где П.Блан первоначально учился. В 1912—1917 годы он также руководитель курса в люксембургском лицее Роберта Шумана. В июне 1903 года художник вступает в брак с жительницей Брюсселя Мари-Лузой Давид. У них родились двое детей: Никола-Лео-Луи (1903-й931) и Мари-Маргарет.
В период с 1898 по 1918 год и с 1920 по 1927 художник является президентом «Художественного общества Люксембурга», одним из сооснователей которого являлся. Как живописец писал преимущественно портреты (как правило — женские), и в меньшей степени — пейзажи. Увлекался также иллюстрированием художественной литературы, в том числе детской. Создал портреты исторических деятелей своей страны как иллюстрации для сочинения Артура Герхена «Популярная национальная история» (Manuel d’Histoire nationale). Пьер Блан является авторов ряда почтовых марок Люксембурга. Он также разрабатывал эскизы для различных медалей и банкнот люксембургского казначейства. Был признанным мастером в создании экслибрисов.
В 1911 году художнику была присуждена премия Великого герцога Адольфа. Одна из улиц в городе Люксембург носит его имя (Rue Pierre-Blanc).

## Почтовые марки и денежные банкноты
Почтовые марки Люксембурга, созданные по эскизам Пьера Блана, были выпущены в 1906, 1907, 1925, 1930 и в 1982 годах.
Им также был разработан дизайн банкнот национального банка Люксембурга достоинством в 20 франков (1926 год), в 100 франков (1927 год), в 20 франков (1930 год) и в 20 франков(1939 год).

## Награды
- Кавалер ордена Почётного легиона
- Кавалер ордена Дубовой короны
- Офицер ордена Леопольда II

## Галерея

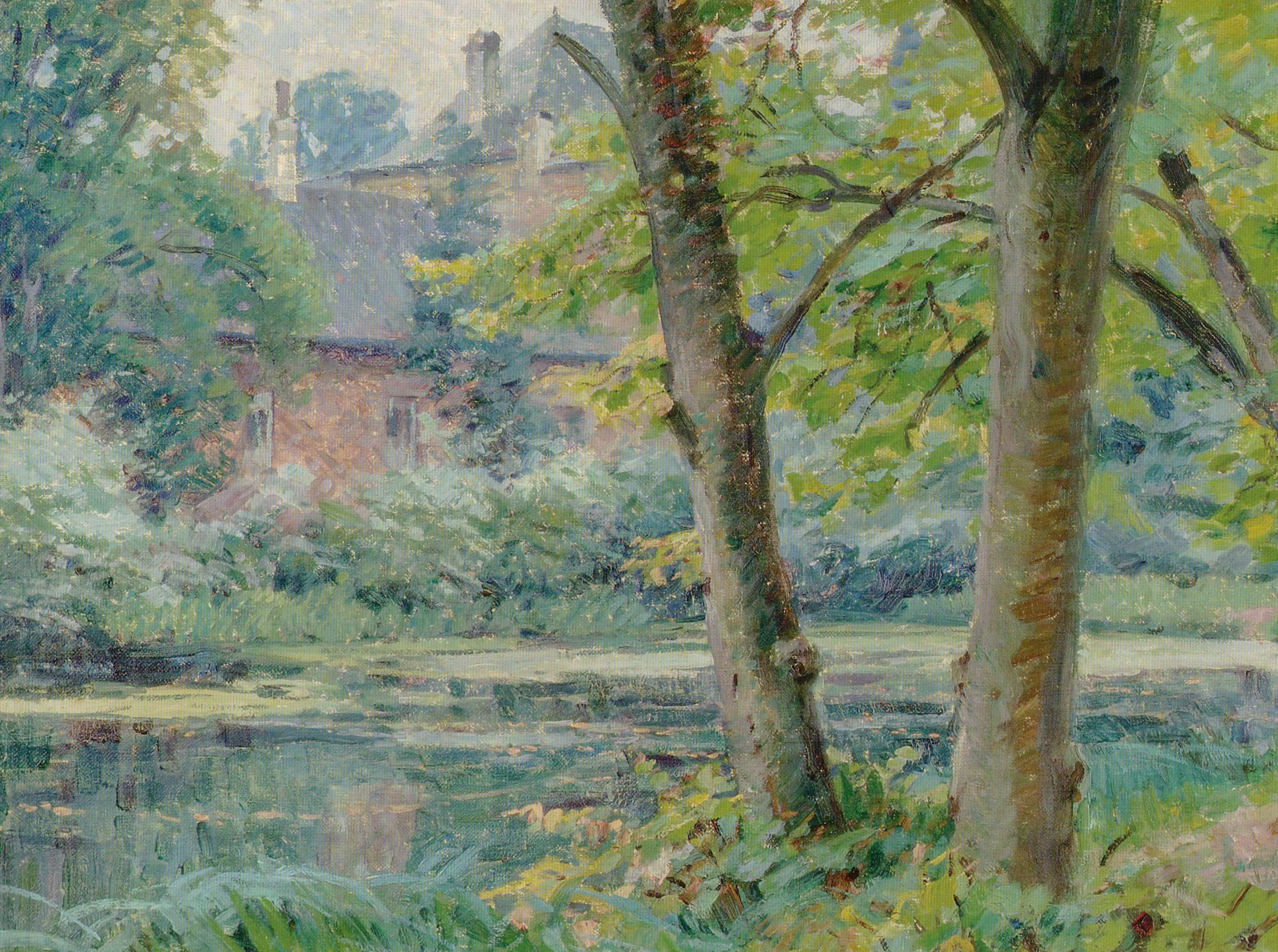
Пейзаж Тервурена (1911)
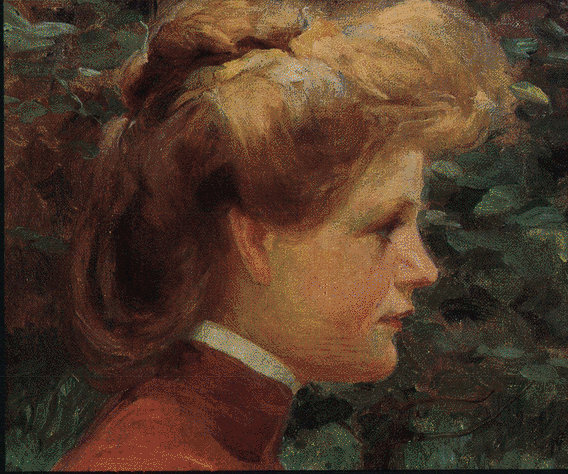
Портрет молодой женщины
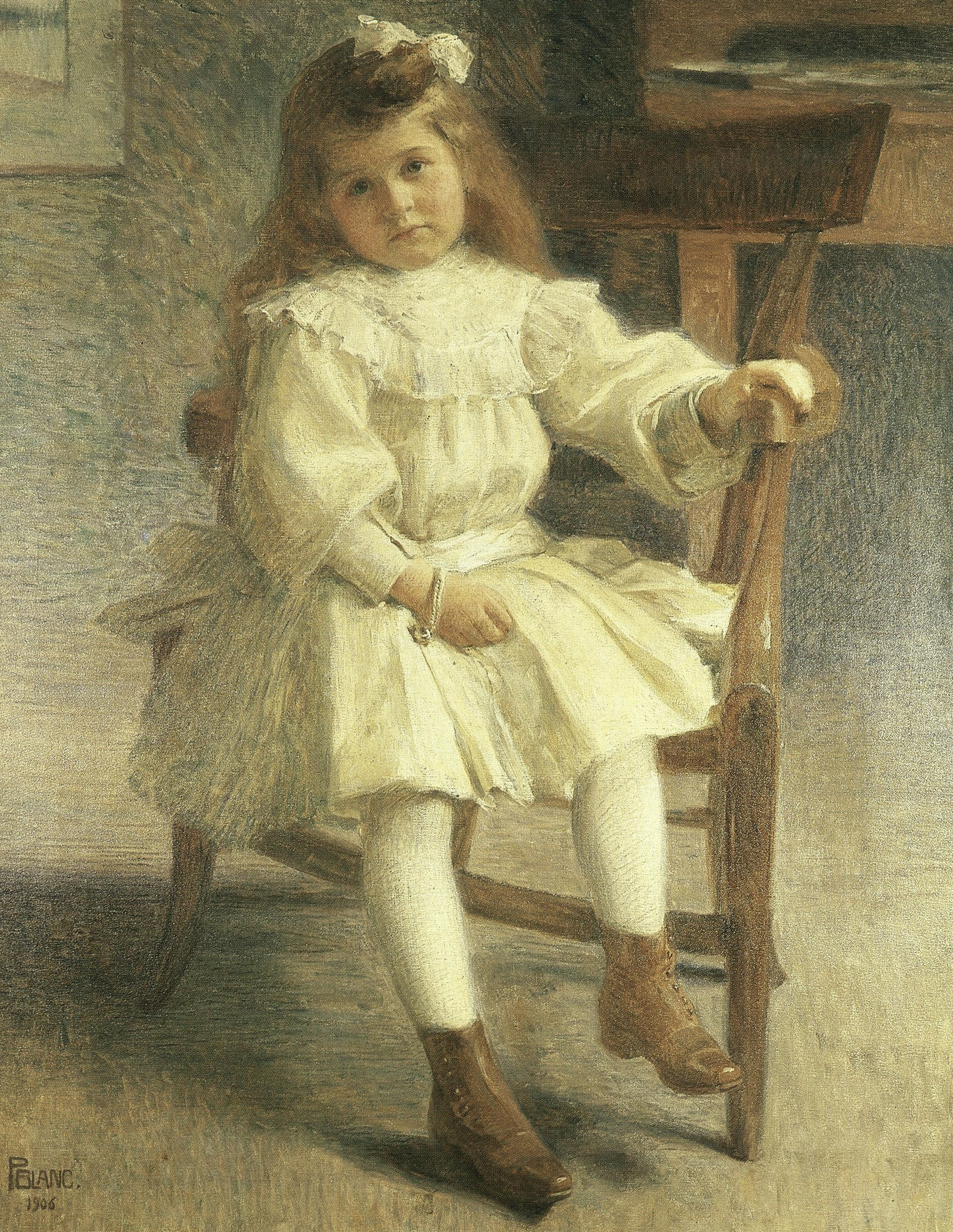
Портрет Мари Блан (1906)
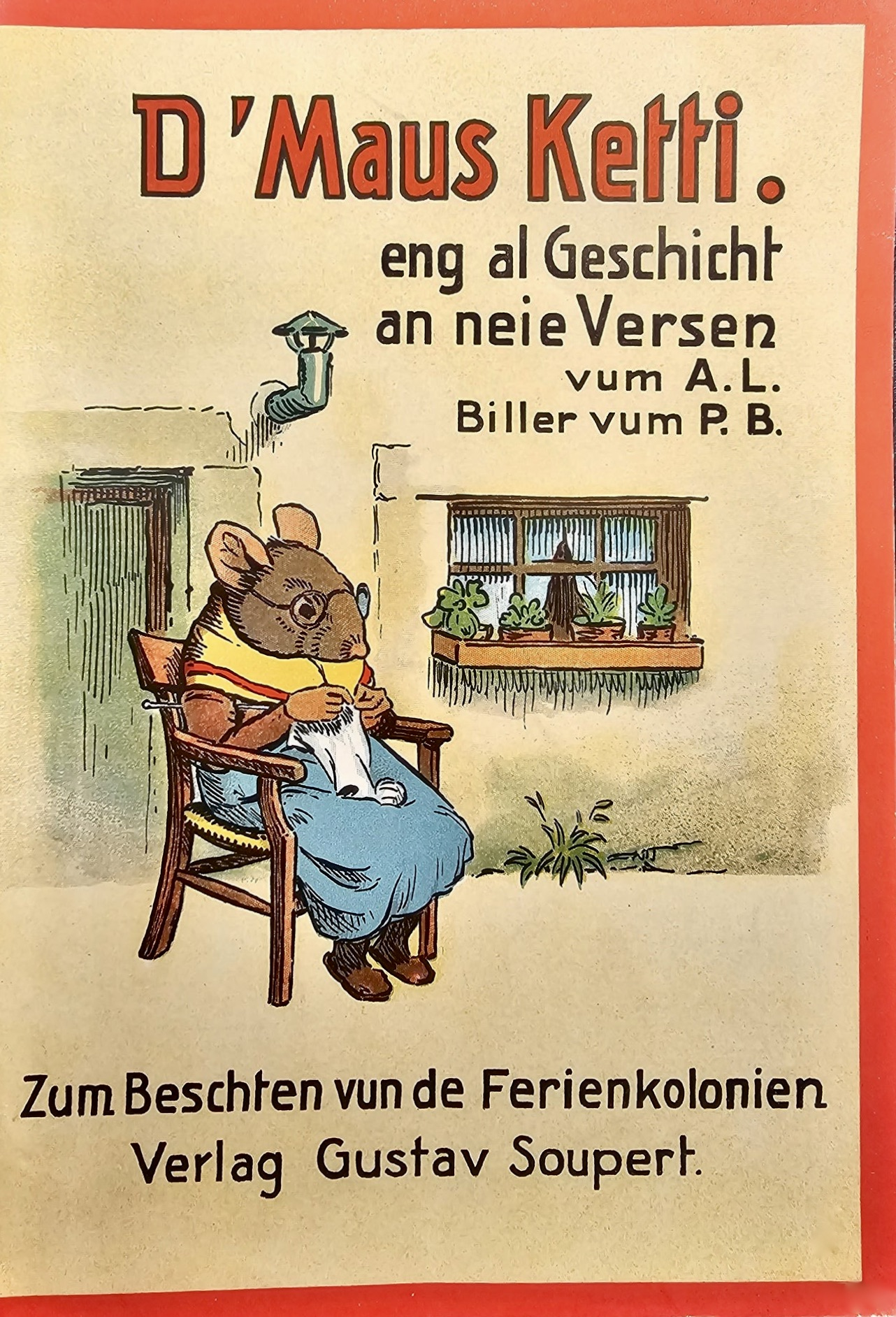
Иллюстрация к сказке Августа Лиша «D'Maus-Ketti»
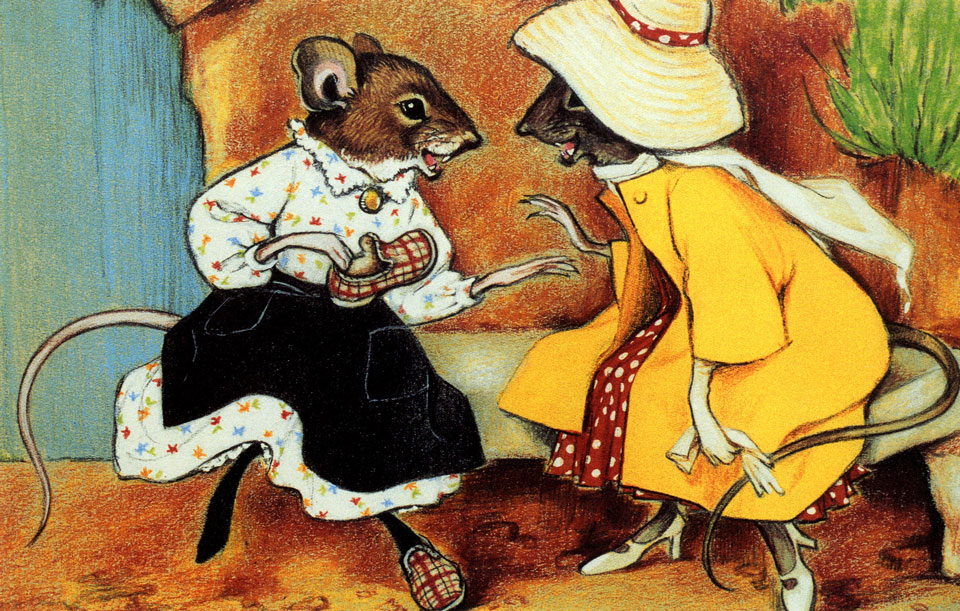
Иллюстрация к сказке Августа Лиша «D'Maus-Ketti»
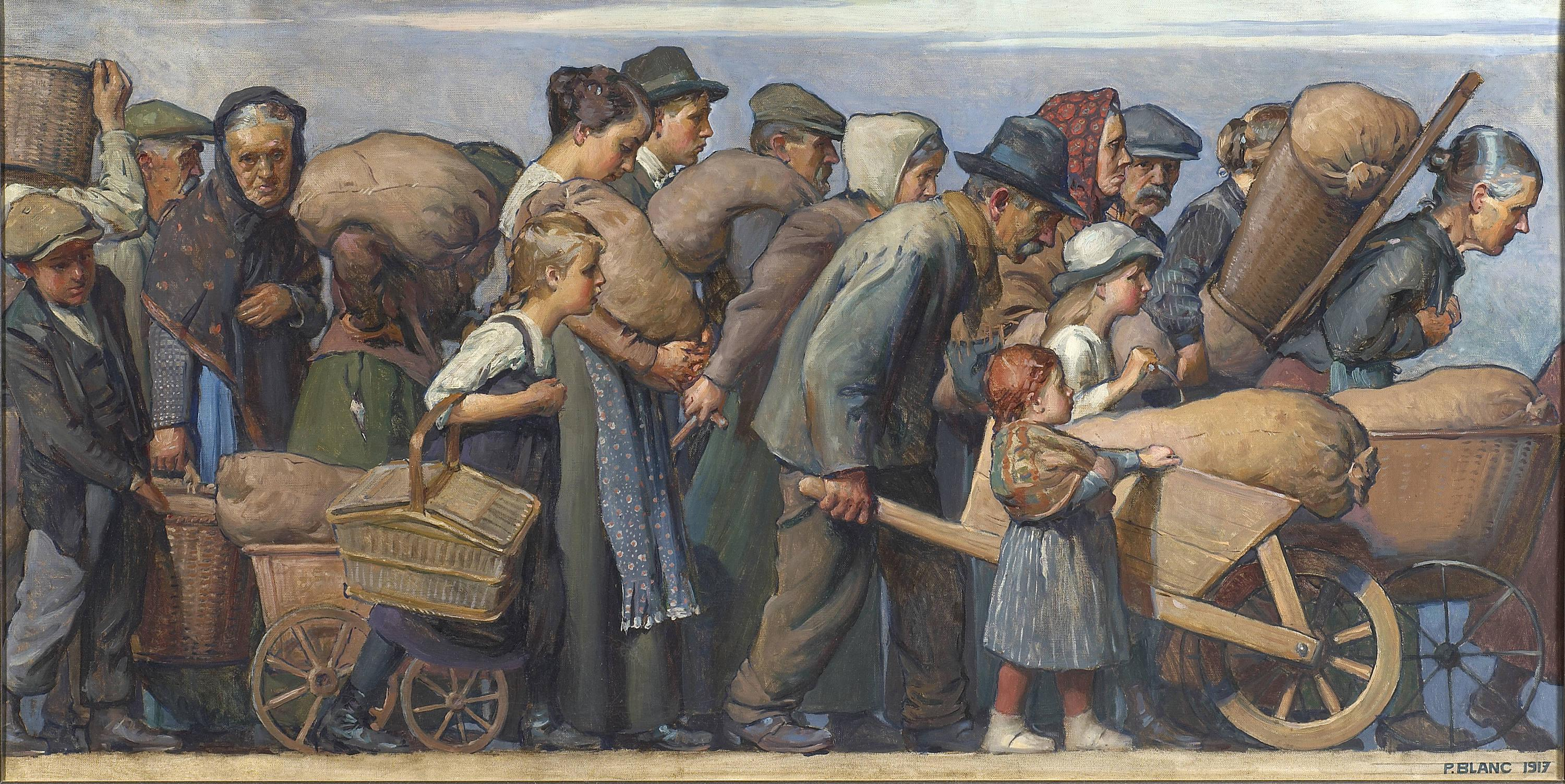
«Чёрный рынок» (1917)